# Championnat d'Irlande de football 1969-1970
Navigation
Édition précédente Édition suivante
Le Championnat d'Irlande de football en 1969-1970 se termine sur la troisième victoire consécutive de Waterford United. Seul Cork United avait fait aussi bien de 1941 à 1943.
Le championnat accueille deux nouvelles équipes (Finn Harps un club de Ballybofey dans le Comté de Donegal) et Athlone Town et passe ainsi à 14 participants.

## Les 14 clubs participants
- Athlone Town Football Club
- Bohemian Football Club
- Cork Celtic Football Club
- Cork Hibernians Football Club
- Drogheda United Football Club
- Drumcondra Football Club
- Dundalk Football Club
- Finn Harps Football Club
- Limerick Football Club
- St. Patrick's Athletic Football Club
- Shamrock Rovers Football Club
- Shelbourne Football Club
- Sligo Rovers Football Club
- Waterford United Football Club

## Classement
| Place | Club                      | Points | Victoires | Nuls | Défaites | Buts pour | Buts contre | Différence |
| ----- | ------------------------- | ------ | --------- | ---- | -------- | --------- | ----------- | ---------- |
| 1er   | Waterford United          | 38     | 16        | 6    | 4        | 55        | 33          | +22        |
| 2e    | Shamrock Rovers           | 36     | 14        | 8    | 4        | 55        | 29          | +16        |
| 3e    | Cork Hibernians           | 35     | 13        | 9    | 4        | 35        | 20          | +15        |
| 4e    | Limerick FC               | 30     | 12        | 6    | 8        | 35        | 24          | +11        |
| 5e    | Dundalk FC                | 30     | 12        | 6    | 8        | 42        | 37          | +5         |
| 6e    | Shelbourne FC             | 27     | 10        | 7    | 9        | 38        | 22          | +16        |
| 7e    | Finn Harps                | 26     | 10        | 6    | 10       | 48        | 51          | -3         |
| 8e    | Sligo Rovers              | 26     | 11        | 4    | 11       | 37        | 41          | -4         |
| 9e    | Cork Celtic FC            | 22     | 6         | 6    | 12       | 34        | 38          | -4         |
| 10e   | Athlone Town              | 22     | 9         | 4    | 13       | 40        | 49          | -9         |
| 11e   | Bohemians FC              | 20     | 8         | 4    | 14       | 39        | 45          | -6         |
| 12e   | Drogheda United           | 19     | 5         | 9    | 12       | 26        | 37          | -11        |
| 13e   | St. Patrick's Athletic FC | 17     | 8         | 1    | 17       | 35        | 54          | -19        |
| 14e   | Drumcondra FC             | 16     | 5         | 6    | 15       | 35        | 64          | -29        |

## Source
- (en) Alex Graham, Football in the Republic of Ireland : a Statistical Record 1921–2005, Soccer Books Ltd, novembre 2005, 142 p. (ISBN 978-1862231351).